# Chasminodes albipalpis
Chasminodes albipalpis är en fjärilsart som beskrevs av Felix Bryk 1948. Chasminodes albipalpis ingår i släktet Chasminodes och familjen nattflyn. Inga underarter finns listade i Catalogue of Life.